# Robregordo
Robregordo es un municipio y localidad española del norte de la Comunidad de Madrid, en la comarca de Sierra Norte. Cuenta con 73 habitantes (INE 2024), siendo uno de los municipios con menos población de toda la Comunidad de Madrid.

## Símbolos
El escudo heráldico y la bandera que representan al municipio fueron aprobados oficialmente el 30 de junio de 1994. El escudo se blasona de la siguiente manera:

Medio partido y cortado. Primero. En campo de plata un castillo al natural, acompañado de dos llaves de azur (azul) (que es de Sepúlveda). Segundo. Cuartelao en aspa: 1º y 4º, en sinople (verde), una banda de gules, (roja perfilad de oro); 2º y 3º, en oro, la salutación angélica "Ave María" en letras de azur (azul). Tercero. En campo de oro, un gran roble, de sinople (verde), frutado de lo mismo. Al timbre la corona real cerrada.
Boletín Oficial del Estado nº 178 de 27 de julio de 1989

La descripción textual de la bandera es la siguiente:

Bandera. Rectangular, de proporciones 2:3, dividida en dos líneas que parten de los vértices superiores y confluyen en el centro del lado inferior; las porciones laterales de color verde, y de color blanco el central; al centro el escudo municipal.
Boletín Oficial del Estado nº 178 de 27 de julio de 1989

## Geografía
El municipio de Robregordo se encuentra en la Sierra Norte de Madrid, confinando con la provincia de Segovia, en Castilla y León.
| Noroeste: Prádena                                 | Norte: Casla                     | Noreste: Santo Tomé del Puerto                   |
| Oeste: La Acebeda                                 |                                  | Este: Somosierra                                 |
| Suroeste: Horcajo de la Sierra-Aoslos, Somosierra | Sur: Horcajo de la Sierra-Aoslos | Sureste: Horcajo de la Sierra-Aoslos, La Acebeda |

### Fauna y flora
Las zonas de más altitud del término municipal, así como la dehesa boyal pertenecen a la ZEC Cuenca del río Lozoya y Sierra Norte, perteneciente a la Red Natura 2000. Su dehesa boyal cuenta con una importante población de acebos (Ilex aquifolium), además de serbales de cazadores (Sorbus aucuparia), melojos (Quercus pyrenaica), cerezos (Cerasus), tilos (Tilia) y tejos (Taxus baccata).

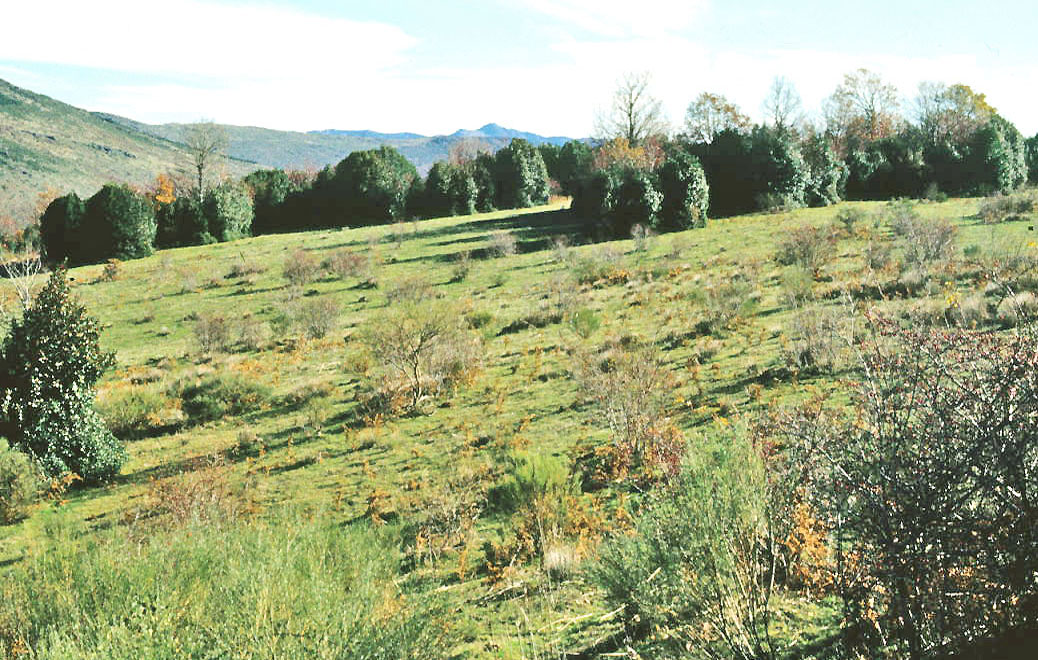
Acebos en la dehesa boyal de Robregordo (década de 1970)

Los piornales y pastizales de mayor altura alberga una interesante fauna en cuanto a aves de alta y media montaña: la collaba gris (Oenanthe oenanthe), la calandra común (Melanocorypha calandra) y el acentor común (Prunella modularis) son algunas especies representativas. El alcaudón dorsirrojo (Lanius collurio), poco habitual en otras zonas de la Comunidad de Madrid, está presente en Robregordo. Además, aves rapaces sobrevuelan habitualmente por el entorno natural del municipio. Entre ellas, el milano negro (Milvus migrans) o el buitre leonado (Gyps fulvus).

## Historia
Los orígenes de Robregordo parecen remontarse, al igual que otros pueblos de la Sierra Norte, a la Reconquista en tiempos de la ocupación cristiana de Buitrago, cuando el territorio es fundado (no habiendo evidencias de ocupación del territorio anteriormente), por la Comunidad de Villa y Tierra de Sepúlveda, quedando encuadrado el pueblo dentro del Ochavo de Sierra.
Al parecer, una de las primeras edificaciones de Robregordo era una venta que daba servicio a los viajeros que atravesaban el Puerto de Somosierra. La población estaba situada en una posición estratégica, en el Camino Real que unía las dos Castillas, por lo que los reyes concedieron privilegios a sus habitantes como la exención de impuestos, y surgieron ventas, mesones, comerciantes y arrieros que daban servicio a las diligencias de viajeros y mercancías. 
Hasta el año 1697, Robregordo, junto con Somosierra y otra aldea denominada Colladillo, formaron un único concejo. El crecimiento de Robregordo se produjo como consecuencia de su situación como aldea de paso, al estar al borde del Camino Real. Eso propició el aumento de su población, que se mantuvo hasta el siglo XIX, donde comenzó una progresiva despoblación como consecuencia del abandono del antiguo Camino Real y la construcción de una nueva carretera situada a 150 metros al oeste de la localidad, que la aisló de los viajeros.
El municipio perteneció a la comunidad sepulvedana en la provincia de Segovia hasta la división provincial de 1833.
La población se mantuvo constante durante la primera mitad del siglo XX, comenzando un masivo éxodo a partir de la década de 1960.
La localidad aparece descrita en el decimotercer volumen del Diccionario geográfico-estadístico-histórico de España y sus posesiones de Ultramar de Pascual Madoz de la siguiente manera:

ROBREGORDO: v. con ayunt. de la prov. y aud. terr. de Madrid (15 4/2 leg.), part. jud. de Torrelaguna (6 1/2), c.g. de Castilla la Nueva, dióc. de Toledo (27 1/2). sit. en la falda de un pequeño cerro y á la der. de la carretera que desde Madrid dirige á Bayona (Francia); la combaten con mas frecuencia los vientos del S.; el clima es mediano padeciéndose por lo común bastantes cólicos: tiene 170 casas, la del ayunt. y paradores para carruajes y arrieria; escuela de primeras letras común á ambos sexos dotada con 1,100 r s. de propios; 2 abundantes fuentes de buenas aguas de las cuales se utilizan los vec. para sus usos; y una igl. parr. (Sta. Catalina) aneja de la de Somosierra; la sirve un teniente que nombra el párroco de la matriz, el cementerio está en parage que no ofende la salud pública: confina el térm. N. y E. Somosierra; S. Orcajo, y O. Aceveda: se estiende 1/4 leg. de N. á S. igual dist. de E. á O. y comprende una deh. boyal, poblada de ant. y hermosos robles, en donde se crian muchas plantas medicinales, varios huertos, y diferentes prados naturales con buen heno: el terreno es pedregoso y de inferior calidad, caminos los que dirigen á los pueblos limítrofes y la citada carretera de Madrid á Francia: el correo se recibe en Buitrago. prod.: centeno, lino, patatas y toda clase de legumbres; mantiene ganado lanar, vacuno y cabrio, y cria alguna caza menor, ind.: la agrícola, un tejedor de lienzos del pais, y arrieria. pobl: 113 vec. 674 alm. cap. prod.: 2.597,812 rs. imp.: 123,974. contr.: 9'62 por 100.
(Madoz, 1847, p. 528)

## Demografía
Cuenta con una población de 73 habitantes (INE 2024).
| Gráfica de evolución demográfica de Robregordo entre 1842 y 2021                                                      |
| |
| Población de derecho según los censos de población del INE. Población de hecho según los censos de población del INE. |

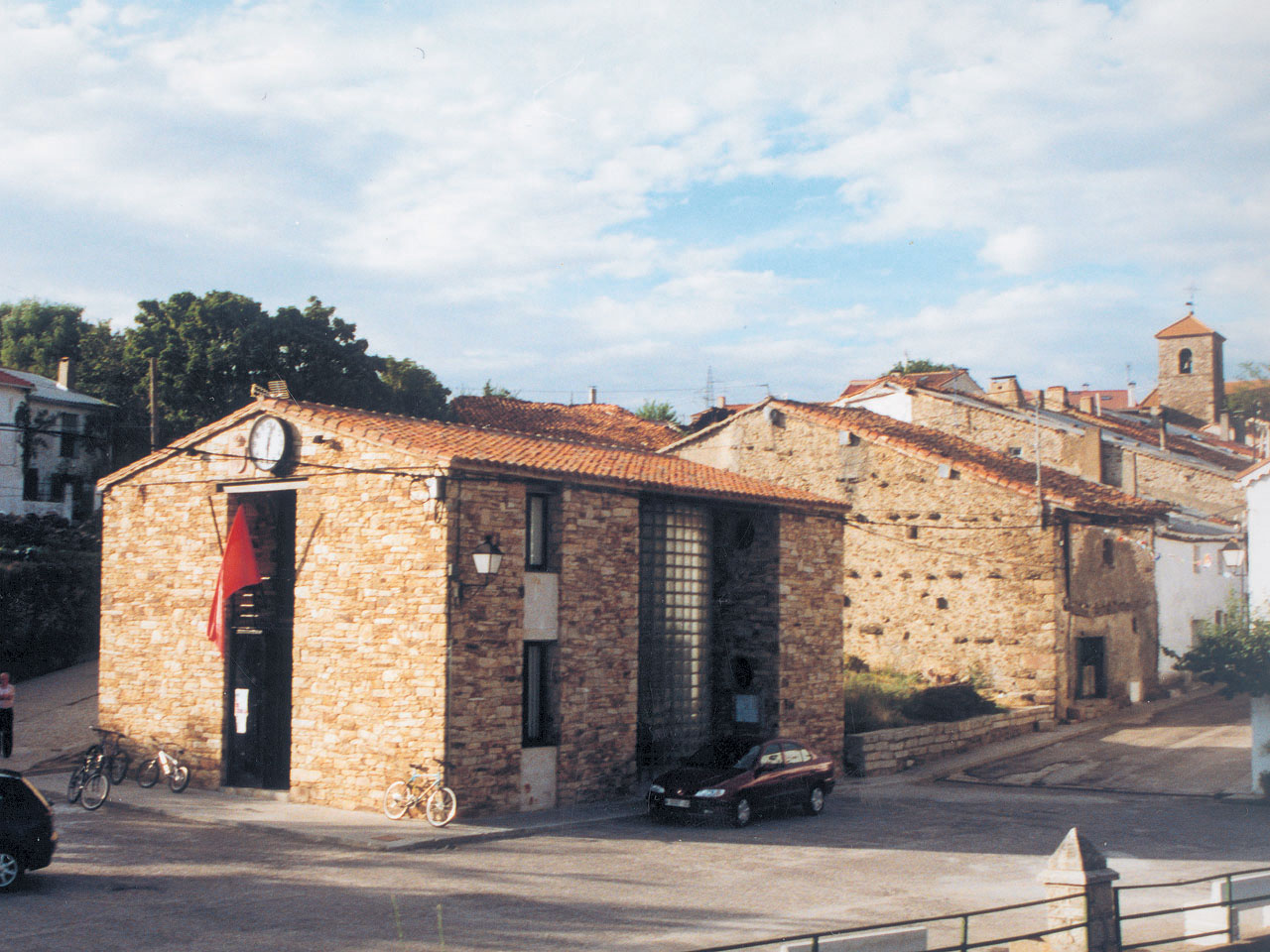
Casa consistorial

En 2019, Robregordo era el tercer municipio menos poblado de la Comunidad de Madrid, solo por detrás de Madarcos y La Hiruela.

## Comunicaciones

### Carreteras
- A-1, Autovía del Norte. El municipio se encuentra muy próximo a la autovía de Burgos (A-1), por lo que su acceso es sencillo.[11]

### Autobús
Situada en la corona tarifaria C2 del Consorcio Regional de Transportes de Madrid, la localidad cuenta con 2 líneas de autobús interurbano, ambas operadas por ALSA y una de ellas conectando con Madrid. Cuenta además con una línea de autobús de largo recorrido gestionada por el Ministerio de Transportes, también operada por ALSA.
| Línea   | Recorrido                                                        |
| ------- | ---------------------------------------------------------------- |
| 191     | Madrid (Plaza de Castilla) - Buitrago del Lozoya                 |
| 191B    | Buitrago del Lozoya - Somosierra                                 |
| VAC-242 | Madrid (Avenida de América) - Aranda de Duero / El Burgo de Osma |

Sólo algunas expediciones de la línea 191 dan servicio a Robregordo, aquellas que continúan o proceden de Somosierra. La línea 191B contiene servicios de lunes a viernes laborables que no realizan parada en Robregordo. No todas las expediciones de la línea VAC-242 dan servicio al municipio, y especialmente, no se permite su uso para trayectos entre Madrid y Robregordo. Se recomienda consultar horarios.

## Economía
Al igual que en el resto de la Sierra Norte de Madrid, en Robregordo tenía una gran importancia el sector agropecuario. Parece ser que también hubo una cierta actividad minera de la plata en los siglos XVII, y en el siglo XIX. Entre 1625 y 1640 aparecen numerosos documentos y demarcaciones que dan testigo de la presencia de minas de plata en los montes que rodean a La Acebeda y Robregordo, de las que no se vuelve a tener noticia hasta el siglo XIX.
En la actualidad tiene una relevante importancia el turismo rural.

## Patrimonio

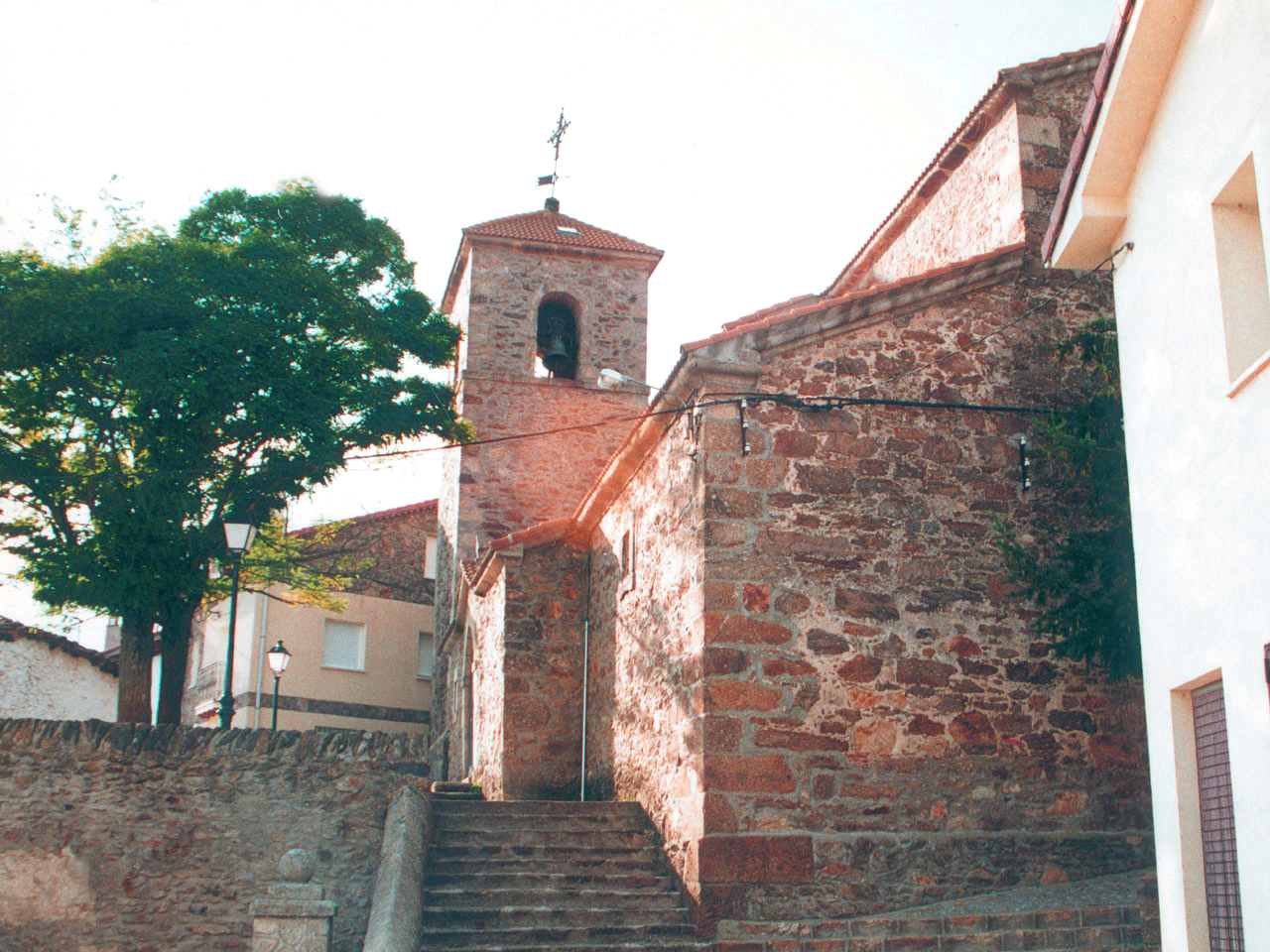
Iglesia parroquial de Santa Catalina

Destaca la iglesia parroquial de Santa Catalina, que se remonta al siglo XVII, aunque ha sido sometida a remodelaciones posteriores. Se trata de una iglesia de tres naves con soportes de madera. La torre es de tres cuerpos. En su interior se conserva la talla de San Juanito y el cordero, de gran valor, así como una talla barroca de la Virgen, y una pintura de Cristo crucificado.
El municipio cuenta con una fragua, espacio destinado al trabajo del herrero. Estas fraguas son muy comunes en la Sierra Norte de Madrid, y era uno de los principales edificios de la localidad. En ellas, se llevaban a cabo diversas labores como arreglar útiles de labor (arados, rastrillos y otros aperos de labranza) o fabricar herraduras y clavos para herrar a los animales. Hoy el edificio que ocupaba la fragua ha sido acondicionado como alojamiento rural. El edificio de la fragua es una típica construcción rural, de piedra de granito, gneis y madera de roble. Sobresale, junto a la fragua, el potro de herrar, donde se colocaban las herraduras a caballos y mulas.